# Clasificación para la Liga de Naciones Concacaf 2019-20
La Clasificación para la Liga de Naciones Concacaf 2019-20 fue el torneo que determinó los equipos que conformaron las diferentes ligas de la Liga de Naciones de la Concacaf 2019-20. Se llevó a cabo del 6 de septiembre de 2018 al 24 de marzo de 2019.
El certamen fue una etapa preliminar de la Liga de Naciones Concacaf 2019-20 y definió a que liga (Liga A, Liga B o Liga C) clasifica cada equipo. Además sirvió de clasificación para la Copa de Oro 2019 a las mejores 10 selecciones que se unieron a México, Costa Rica, Panamá, Honduras, Estados Unidos y Trinidad y Tobago en el torneo bienial de la Concacaf.

## Equipos participantes
El 5 de marzo de 2018 la Concacaf anunció que 34 selecciones nacionales de las 41 que pertenecen a la región participarán en el proceso clasificatorio para la Liga de Naciones de la Concacaf 2019-20. Las 6 selecciones que llegaron a disputar por el hexagonal final de la clasificación para la Copa Mundial Rusia 2018 fueron asignadas directamente a la Liga A de la edición inaugural de la Liga de Naciones por lo que no participarán de la clasificación, mientras que la selección de Guatemala no fue tomada en cuenta porque la Federación Nacional de Fútbol de Guatemala mantiene una suspensión impuesta por la FIFA desde el 28 de octubre de 2016.

### Sorteo
El sorteo se realizó el 7 de marzo de 2018 en la residencia The Temple House en Miami Beach, Florida, Estados Unidos a las 10:00 hora local (UTC-5). Previamente las 34 selecciones participantes fueron distribuidas en 4 bombos con base en el Índice de Ranking Concacaf, con los bombos A y D conformados por 8 equipos cada uno y los bombos B y C con 9 equipos.
| Bombo A                                                                                            | IR                   | Bombo B | IR                         | Bombo C | IR                         | Bombo D | IR                      |
| -------------------------------------------------------------------------------------------------- | -------------------- | --- | -------------------------- | --- | -------------------------- | --- | ----------------------- |
| 1. Jamaica 2. Canadá 3. Haití 4. El Salvador 5. Martinica 6. Cuba 7. Guayana Francesa 8. Guadalupe | 6 7 9 10 12 13 14 15 | 9. Nicaragua 10. San Cristóbal y Nieves 11. Curazao 12. Surinam 13. Antigua y Barbuda 14. República Dominicana 15. Bermudas 16. Guyana 17. Belice | 16 17 18 19 20 21 22 23 24 | 18. Bonaire 19. Granada 20. San Vicente y las Granadinas 21. Santa Lucía 22. Barbados 23. Puerto Rico 24. Bahamas 25. Dominica 26. Aruba | 25 26 27 28 29 30 31 32 33 | 27. Islas Caimán 28. Islas Turcas y Caicos 29. Montserrat 30. Islas Vírgenes de los Estados Unidos 31. Saint-Martin 32. Sint Maarten 33. Anguila 34. Islas Vírgenes Británicas | 34 35 36 37 38 39 40 41 |

La finalidad del sorteo fue asignarle a cada una de las 34 selecciones una ubicación en el calendario de partidos preestablecido. Este calendario fue elaborado antes de la realización del sorteo y en él se determinó el orden de los 68 partidos que se jugarán en el torneo con los 34 equipos representados por una letra y un número correspondientes al bombo al que pertenecían y al número que se les asignaría en el sorteo (A1-A8, B1-B9, C1-C9, D1-D8).
El procedimiento fue el siguiente:
- El bombo A fue sorteado en primer lugar y sus equipos fueron identificados como A1, A2, A3, A4, A5, A6, A7 y A8 según el orden en el que salían las bolillas.
- Luego se sortearon los equipos del bombo D los cuales fueron identificados como D1, D2, D3, D4, D5, D6, D7 y  D8 según el orden en el que salían las bolillas.
- En tercer lugar se sorteó el bombo B y sus equipos fueron identificados como B1, B2, B3, B4, B5, B6, B7, B8 y B9 según el orden en el que salían las bolillas.
- Finalmente se sortearon los equipos del bombo C los cuales fueron identificados como C1, C2, C3, C4, C5, C6, C7, C8 y C9 según el orden en el que salían las bolillas.

Una vez culminado el sorteo los equipos quedaron designados de la siguiente manera:
| Pos. | Equipo           |
| ---- | ---------------- |
| A1   | Guayana Francesa |
| A2   | El Salvador      |
| A3   | Jamaica          |
| A4   | Cuba             |
| A5   | Guadalupe        |
| A6   | Martinica        |
| A7   | Haití            |
| A8   | Canadá           |

| Pos. | Equipo                 |
| ---- | ---------------------- |
| B1   | Belice                 |
| B2   | San Cristóbal y Nieves |
| B3   | Antigua y Barbuda      |
| B4   | República Dominicana   |
| B5   | Nicaragua              |
| B6   | Bermudas               |
| B7   | Guyana                 |
| B8   | Surinam                |
| B9   | Curazao                |

| Pos. | Equipo                       |
| ---- | ---------------------------- |
| C1   | Dominica                     |
| C2   | Granada                      |
| C3   | Bahamas                      |
| C4   | San Vicente y las Granadinas |
| C5   | Bonaire                      |
| C6   | Santa Lucía                  |
| C7   | Puerto Rico                  |
| C8   | Barbados                     |
| C9   | Aruba                        |

| Pos. | Equipo                               |
| ---- | ------------------------------------ |
| D1   | Sint Maarten                         |
| D2   | Saint-Martin                         |
| D3   | Islas Vírgenes de los Estados Unidos |
| D4   | Islas Caimán                         |
| D5   | Islas Vírgenes Británicas            |
| D6   | Islas Turcas y Caicos                |
| D7   | Montserrat                           |
| D8   | Anguila                              |

## Calendario
Debido a que el factor tiempo imposibilita el desarrollo de una competencia todos contra todos a mayor escala entre los 34 equipos participantes, la Concacaf decidió adaptar el Formato de Zonas (en inglés: Pots System), desarrollado por el chileno Leandro Shara. Este formato permite tener 4 fechas, con cada equipo jugando 4 partidos, algo imposible en formato de todos contra todos o formato de grupos.
Bajo este formato, los equipos se dividen a 4 bombos (Pots), jugando un partido contra un rival de cada bombo, y los resultados van a la tabla única (sin grupos).
Mediante un pre-sorteo computarizado la Concacaf elaboró un "Calendario Maestro" que determinó 17 partidos para cada uno de los 4 periodos de partidos FIFA en los que se llevarán a cabo los encuentros. Este modelo garantizó que cada equipo juegue dos partidos de local y dos como visitante y que ningún equipo se enfrente a otro más de una vez.
El orden de emparejamiento para los partidos de cada periodo FIFA fue el siguiente:
| Jornada   | Fecha                             | Emparejamiento de los partidos |
| --------- | --------------------------------- | --- |
| Jornada 1 | Del 3 al 11 de septiembre de 2018 | Bombo A v Bombo D (8 partidos), Bombo B v Bombo C (9 partidos). |
| Jornada 2 | Del 8 al 16 de octubre de 2018    | Bombo A v Bombo C (8 partidos), Bombo B v Bombo D (8 partidos), 1 equipo del bombo B v 1 equipo del bombo C (1 partido).                                                                 |
| Jornada 3 | Del 12 al 20 de noviembre de 2018 | Bombo A v Bombo B (8 partidos), Bombo C v Bombo D (8 partidos), 1 equipo del bombo B v 1 equipo del bombo C (1 partido).                                                                 |
| Jornada 4 | Del 18 al 26 de marzo de 2019     | Bombo A v Bombo A (4 partidos), Bombo B v Bombo B (4 partidos), Bombo C v Bombo C (4 partidos), Bombo D v Bombo D (4 partidos), 1 equipo del bombo B v 1 equipo del bombo C (1 partido). |

El "Calendario Maestro" ya establecía los 68 partidos de la competencia identificando a los equipos mediante una letra y un número (A1-A8, B1-B9, C1-C9, D1-D8). Una vez realizado el sorteo se conocieron las identidades de cada selección en el calendario.
| Nro. | Partido   |
| ---- | --------- |
| 1    | B2 vs. C7 |
| 2    | A6 vs. D5 |
| 3    | D3 vs. A8 |
| 4    | D8 vs. A1 |
| 5    | C9 vs. B6 |
| 6    | C1 vs. B8 |
| 7    | B3 vs. C6 |
| 8    | A3 vs. D4 |
| 9    | A4 vs. D6 |
| 10   | B9 vs. C2 |
| 11   | D7 vs. A2 |
| 12   | C5 vs. B4 |
| 13   | D2 vs. A5 |
| 14   | A7 vs. D1 |
| 15   | B7 vs. C8 |
| 16   | B1 vs. C3 |
| 17   | C4 vs. B5 |

| Nro. | Partido   |
| ---- | --------- |
| 18   | D6 vs. B7 |
| 19   | A2 vs. C8 |
| 20   | B6 vs. D1 |
| 21   | B4 vs. D4 |
| 22   | C6 vs. A7 |
| 23   | B5 vs. D8 |
| 24   | B8 vs. D5 |
| 25   | C3 vs. B3 |
| 26   | D7 vs. B1 |
| 27   | A5 vs. C9 |
| 28   | C7 vs. A6 |
| 29   | C2 vs. A4 |
| 30   | A8 vs. C1 |
| 31   | D2 vs. B2 |
| 32   | D3 vs. B9 |
| 33   | A1 vs. C4 |
| 34   | C5 vs. A3 |

| Nro. | Partido   |
| ---- | --------- |
| 35   | C2 vs. D2 |
| 36   | D6 vs. C4 |
| 37   | A1 vs. B7 |
| 38   | D5 vs. C5 |
| 39   | B2 vs. A8 |
| 40   | A4 vs. B4 |
| 41   | B5 vs. A7 |
| 42   | C3 vs. D8 |
| 43   | C8 vs. D3 |
| 44   | D1 vs. C1 |
| 45   | B9 vs. A5 |
| 46   | A3 vs. B8 |
| 47   | C9 vs. D7 |
| 48   | D4 vs. C6 |
| 49   | A6 vs. B3 |
| 50   | B6 vs. A2 |
| 51   | B1 vs. C7 |

| Nro. | Partido   |
| ---- | --------- |
| 52   | A8 vs. A1 |
| 53   | B3 vs. B9 |
| 54   | B4 vs. B6 |
| 55   | A7 vs. A4 |
| 56   | C8 vs. B5 |
| 57   | D1 vs. D2 |
| 58   | D4 vs. D7 |
| 59   | B8 vs. B2 |
| 60   | C6 vs. C9 |
| 61   | C7 vs. C2 |
| 62   | A5 vs. A6 |
| 63   | C1 vs. C3 |
| 64   | D5 vs. D6 |
| 65   | B7 vs. B1 |
| 66   | A2 vs. A3 |
| 67   | C4 vs. C5 |
| 68   | D8 vs. D3 |

El 29 de mayo de 2018 la Concacaf confirmó el calendario final de la competición.

## Formato de competición
Excluyendo los 6 equipos que participaron en el Hexagonal final de las clasificatorias para el Mundial Rusia 2018, los otros 34 equipos entrarán a las clasificatorias. Cada equipo jugará cuatro partidos, dos de local y dos de visitante. Basado en los resultados, los equipos serán divididos en niveles para la fase de grupos de la edición inaugural de Liga de Naciones de la Concacaf:
- Los mejores 6 equipos clasificarán a la Liga A y se unirán a los 6 participantes del hexagonal.
- Los siguientes 16 equipos clasificarán a la Liga B.
- Los últimos 12 equipos clasificarán a la Liga C.

Además, los mejores 10 equipos clasificarán para la Copa de Oro de la Concacaf 2019 y se unirán a los 6 participantes del hexagonal.

## Tabla de posiciones
| Pos. | Equipo                               | Pts. | PJ | G | E | P | GF | GC | Dif. | Clasificación                                                                                |
| ---- | ------------------------------------ | ---- | -- | - | - | - | -- | -- | ---- | -------------------------------------------------------------------------------------------- |
| 1    | Haití                                | 12   | 4  | 4 | 0 | 0 | 19 | 2  | +17  | Clasificados a la Liga A de la Liga de Naciones de la Concacaf 2019-20 y a la Copa Oro 2019. |
| 2    | Canadá                               | 12   | 4  | 4 | 0 | 0 | 18 | 1  | +17  | Clasificados a la Liga A de la Liga de Naciones de la Concacaf 2019-20 y a la Copa Oro 2019. |
| 3    | Martinica                            | 12   | 4  | 4 | 0 | 0 | 10 | 2  | +8   | Clasificados a la Liga A de la Liga de Naciones de la Concacaf 2019-20 y a la Copa Oro 2019. |
| 4    | Curazao                              | 9    | 4  | 3 | 0 | 1 | 22 | 2  | +20  | Clasificados a la Liga A de la Liga de Naciones de la Concacaf 2019-20 y a la Copa Oro 2019. |
| 5    | Bermudas                             | 9    | 4  | 3 | 0 | 1 | 17 | 4  | +13  | Clasificados a la Liga A de la Liga de Naciones de la Concacaf 2019-20 y a la Copa Oro 2019. |
| 6    | Cuba                                 | 9    | 4  | 3 | 0 | 1 | 15 | 2  | +13  | Clasificados a la Liga A de la Liga de Naciones de la Concacaf 2019-20 y a la Copa Oro 2019. |
| 7    | Guyana                               | 9    | 4  | 3 | 0 | 1 | 14 | 3  | +11  | Clasificados a la Liga B de la Liga de Naciones de la Concacaf 2019-20 y a la Copa Oro 2019. |
| 8    | Jamaica                              | 9    | 4  | 3 | 0 | 1 | 12 | 3  | +9   | Clasificados a la Liga B de la Liga de Naciones de la Concacaf 2019-20 y a la Copa Oro 2019. |
| 9    | Nicaragua                            | 9    | 4  | 3 | 0 | 1 | 9  | 2  | +7   | Clasificados a la Liga B de la Liga de Naciones de la Concacaf 2019-20 y a la Copa Oro 2019. |
| 10   | El Salvador                          | 9    | 4  | 3 | 0 | 1 | 7  | 2  | +5   | Clasificados a la Liga B de la Liga de Naciones de la Concacaf 2019-20 y a la Copa Oro 2019. |
| 11   | Montserrat                           | 9    | 4  | 3 | 0 | 1 | 6  | 3  | +3   | Clasificados a la Liga B de la Liga de Naciones de la Concacaf 2019-20.                      |
| 12   | Surinam                              | 7    | 4  | 2 | 1 | 1 | 8  | 2  | +6   | Clasificados a la Liga B de la Liga de Naciones de la Concacaf 2019-20.                      |
| 13   | Santa Lucía                          | 7    | 4  | 2 | 1 | 1 | 7  | 4  | +3   | Clasificados a la Liga B de la Liga de Naciones de la Concacaf 2019-20.                      |
| 14   | Dominica                             | 7    | 4  | 2 | 1 | 1 | 6  | 5  | +1   | Clasificados a la Liga B de la Liga de Naciones de la Concacaf 2019-20.                      |
| 15   | San Cristóbal y Nieves               | 6    | 4  | 2 | 0 | 2 | 11 | 3  | +8   | Clasificados a la Liga B de la Liga de Naciones de la Concacaf 2019-20.                      |
| 16   | República Dominicana                 | 6    | 4  | 2 | 0 | 2 | 9  | 4  | +5   | Clasificados a la Liga B de la Liga de Naciones de la Concacaf 2019-20.                      |
| 17   | Belice                               | 6    | 4  | 2 | 0 | 2 | 6  | 3  | +3   | Clasificados a la Liga B de la Liga de Naciones de la Concacaf 2019-20.                      |
| 18   | Antigua y Barbuda                    | 6    | 4  | 2 | 0 | 2 | 10 | 8  | +2   | Clasificados a la Liga B de la Liga de Naciones de la Concacaf 2019-20.                      |
| 19   | Guayana Francesa                     | 6    | 4  | 2 | 0 | 2 | 8  | 6  | +2   | Clasificados a la Liga B de la Liga de Naciones de la Concacaf 2019-20.                      |
| 20   | San Vicente y las Granadinas         | 6    | 4  | 2 | 0 | 2 | 5  | 6  | −1   | Clasificados a la Liga B de la Liga de Naciones de la Concacaf 2019-20.                      |
| 21   | Granada                              | 6    | 4  | 2 | 0 | 2 | 7  | 14 | −7   | Clasificados a la Liga B de la Liga de Naciones de la Concacaf 2019-20.                      |
| 22   | Aruba                                | 4    | 4  | 1 | 1 | 2 | 5  | 6  | −1   | Clasificados a la Liga B de la Liga de Naciones de la Concacaf 2019-20.                      |
| 23   | Guadalupe                            | 4    | 4  | 1 | 1 | 2 | 3  | 7  | −4   | Clasificados a la Liga C de la Liga de Naciones de la Concacaf 2019-20.                      |
| 24   | Islas Turcas y Caicos                | 4    | 4  | 1 | 1 | 2 | 5  | 23 | −18  | Clasificados a la Liga C de la Liga de Naciones de la Concacaf 2019-20.                      |
| 25   | Barbados                             | 3    | 4  | 1 | 0 | 3 | 3  | 7  | −4   | Clasificados a la Liga C de la Liga de Naciones de la Concacaf 2019-20.                      |
| 26   | Bonaire                              | 3    | 4  | 1 | 0 | 3 | 3  | 14 | −11  | Clasificados a la Liga C de la Liga de Naciones de la Concacaf 2019-20.                      |
| 27   | Islas Vírgenes de los Estados Unidos | 3    | 4  | 1 | 0 | 3 | 3  | 16 | −13  | Clasificados a la Liga C de la Liga de Naciones de la Concacaf 2019-20.                      |
| 28   | Sint Maarten                         | 3    | 4  | 1 | 0 | 3 | 4  | 30 | −26  | Clasificados a la Liga C de la Liga de Naciones de la Concacaf 2019-20.                      |
| 29   | Islas Caimán                         | 1    | 4  | 0 | 1 | 3 | 1  | 9  | −8   | Clasificados a la Liga C de la Liga de Naciones de la Concacaf 2019-20.                      |
| 30   | Islas Vírgenes Británicas            | 1    | 4  | 0 | 1 | 3 | 3  | 13 | −10  | Clasificados a la Liga C de la Liga de Naciones de la Concacaf 2019-20.                      |
| 31   | Anguila                              | 1    | 4  | 0 | 1 | 3 | 1  | 15 | −14  | Clasificados a la Liga C de la Liga de Naciones de la Concacaf 2019-20.                      |
| 32   | Bahamas                              | 1    | 4  | 0 | 1 | 3 | 1  | 15 | −14  | Clasificados a la Liga C de la Liga de Naciones de la Concacaf 2019-20.                      |
| 33   | Puerto Rico                          | 0    | 4  | 0 | 0 | 4 | 0  | 5  | −5   | Clasificados a la Liga C de la Liga de Naciones de la Concacaf 2019-20.                      |
| 34   | Saint-Martin                         | 0    | 4  | 0 | 0 | 4 | 5  | 22 | −17  | Clasificados a la Liga C de la Liga de Naciones de la Concacaf 2019-20.                      |

 Fuente: CONCACAF
Criterios de clasificación: 1) Puntos; 2) Diferencia de gol; 3) Goles a favor; 4) Índice de Ranking Concacaf.

## Resultados
Las horas indicadas en los partidos corresponden a la Hora del este de Norteamérica (ET) usada por la Concacaf en el calendario oficial de la competencia. Los horarios de las semanas 1, 2 y 4 están bajo el horario de verano (UTC-4) mientras que los horarios de la semana 3 están bajo el horario estándar (UTC-5). Si alguna ciudad sede tiene un huso horario distinto al de la Hora del este de Norteamérica, la hora local se indica entre paréntesis.

### Semana 1
Los horarios y sedes de la semana 1 fueron confirmados el 9 de agosto de 2018.
| 6 de septiembre de 2018 | Dominica | 0:0     | Surinam | Estadio René Serge Nabajoth, Guadalupe (Francia) |                             |
| 16:00                   |          | Reporte |         | Árbitro(s): Tristley Bassue                      | Árbitro(s): Tristley Bassue |

| 6 de septiembre de 2018 | Guyana               | 3:0     | Barbados      | National Track and Field Centre, Leonora |                                     |
| 19:00                   | Bobb 46' · Danns 78' | Reporte | 65', 73' Hope | Árbitro(s): William Anderson Abrams      | Árbitro(s): William Anderson Abrams |

| 7 de septiembre de 2018 | Anguila | 0:5 (0:3) | Guayana Francesa                                                      | Raymond E. Guishard Technical Centre, The Valley |                         |
| 16:00                   |         | Reporte   | 15' Laurintin · 29' Torvic · 38' (pen.) Éric · 55' Issorat · 88' Rino | Árbitro(s): Karl Tyrell                          | Árbitro(s): Karl Tyrell |

| 7 de septiembre de 2018 | Antigua y Barbuda | 0:3 (0:0) | Santa Lucía                              | Estadio Sir Vivian Richards, North Sound |                             |
| 18:00                   |                   | Reporte   | 50' Williams · 67' Remy · 90' MacFarlane | Árbitro(s): Sherwin Johnson              | Árbitro(s): Sherwin Johnson |

| 7 de septiembre de 2018 | Belice                                              | 4:0 (2:0) | Bahamas | Estadio Isidoro Beaton, Belmopán  |                                   |
| 20:00 (18:00 UTC-6)     | McCaulay 40' · Miller 44' (a.g.) · López 80', 90+5' | Reporte   |         | Árbitro(s): Marcos Brea Despaigne | Árbitro(s): Marcos Brea Despaigne |

| 8 de septiembre de 2018 | San Vicente y las Granadinas | 0:2 (0:2) | Nicaragua              | Estadio Arnos Vale, Kingstown |                        |
| 15:00                   |                              | Reporte   | 27' Niño · 39' Barrera | Árbitro(s): Reon Radix        | Árbitro(s): Reon Radix |

| 8 de septiembre de 2018 | Cuba | 11:0 (5:0) | Islas Turcas y Caicos | Estadio Pedro Marrero, La Habana |                            |
| 16:30                   | Paradela 8', 37', 49' · Morris 33', 83' · Baquero 36', 45'+1' · Santa Cruz 52', 54' · Caballero 65', 77' | Reporte    |                       | Árbitro(s): Kevin Morrison       | Árbitro(s): Kevin Morrison |

| 8 de septiembre de 2018 | Montserrat | 1:2 (1:0) | El Salvador       | Estadio Blakes Estate, Montserrat |                           |
| 19:00                   | Taylor 38' | Reporte   | 62', 90'+4' Cerén | Árbitro(s): Sherwin Moore         | Árbitro(s): Sherwin Moore |

| 9 de septiembre de 2018 | Bonaire | 0:5 (0:0) | República Dominicana                              | Estadio Ergilio Hato, Willemstad (Curazao) |                                 |
| 16:00                   |         | Reporte   | 66', 75', 88' Peralta · 86' López · 90+1' Heredia | Árbitro(s): Patrick Senecharles            | Árbitro(s): Patrick Senecharles |

| 9 de septiembre de 2018 | Islas Vírgenes de los Estados Unidos | 0:8 (0:5) | Canadá                                                                        | IMG Academy, Bradenton   |                          |
| 16:00                   |                                      | Reporte   | 6' Osorio · 9', 45' Cavallini · 32', 37' David · 50' Hoilett · 60', 80' Larin | Árbitro(s): Moeth Gaymes | Árbitro(s): Moeth Gaymes |

| 9 de septiembre de 2018 | Aruba                             | 3:1 (2:1) | Bermudas  | Estadio Ergilio Hato, Willemstad (Curazao) |                                 |
| 18:00                   | Gómez 7' · Baten 11' · Santos 50' | Reporte   | 21' Smith | Árbitro(s): Sergio Reyna Moller            | Árbitro(s): Sergio Reyna Moller |

| 9 de septiembre de 2018 | Jamaica                           | 4:0 (2:0) | Islas Caimán | Estadio Nacional, Kingston          |                                     |
| 20:00 (19:00 UTC-5)     | Mattocks 2', 58' · Burke 35', 66' | Reporte   |              | Árbitro(s): Bryan López Castellanos | Árbitro(s): Bryan López Castellanos |

| 9 de septiembre de 2018 | San Cristóbal y Nieves | 1:0 (0:0) | Puerto Rico | Estadio Warner Park, Basseterre |                              |
| 20:00                   | Panayiotou 90+1'       | Reporte   |             | Árbitro(s): Johannes Dolaini    | Árbitro(s): Johannes Dolaini |

| 10 de septiembre de 2018 | Haití | 13:0 (5:0) | Sint Maarten | Estadio Sylvio Cator, Puerto Príncipe |                             |
| 18:30                    | Pierrot 11', 72' · Nazon 19', 35', 42', 61', 64' · Forsythe 25' (a.g.) · Herold Jr. 47' · Arcus 59' · Etienne 71' · Mustivar 86' · Louis 88' | Reporte    |              | Árbitro(s): Nitzar Sandoval           | Árbitro(s): Nitzar Sandoval |

| 10 de septiembre de 2018 | Curazao | 10:0 (3:0) | Granada | Estadio Ergilio Hato, Willemstad |                       |
| 20:00                    | Hooi 11' · Martina 19' · Kuwas 23' · Bacuna 53', 68' · Janga 59', 84', 88' · Nepomuceno 63' · Leuteria 63' | Reporte    |         | Árbitro(s): Hugo Cruz            | Árbitro(s): Hugo Cruz |

| 11 de septiembre de 2018 | Saint-Martin | 0:3 (0:2) | Guadalupe                            | Raymond E. Guishard Technical Centre, The Valley (Anguila) |                              |
| 16:00                    |              | Reporte   | 7' David · 27' Gendrey · 65' Passape | Árbitro(s): Ricangel de Leca                               | Árbitro(s): Ricangel de Leca |

| 16 de octubre de 2018 | Martinica                                 | 4:0 (0:0) | Islas Vírgenes Británicas | Estadio Pierre Aliker, Fort-de-France |                               |
| 19:00                 | Parsemain 65', 90'+1' · Biron 83', 90'+2' | Reporte   |                           | Árbitro(s): Jorge Pérez Durán         | Árbitro(s): Jorge Pérez Durán |

### Semana 2
Los horarios y sedes de la semana 2 fueron confirmados el 25 de septiembre de 2018.
| 11 de octubre de 2018 | Guayana Francesa | 0:1 (0:0) | San Vicente y las Granadinas | Estado Edmard Lama, Cayena |                            |
| 19:30 (20:30 UTC-3)   |                  | Reporte   | 60' Solomon                  | Árbitro(s): Ismael Cornejo | Árbitro(s): Ismael Cornejo |

| 12 de octubre de 2018 | Islas Vírgenes de los Estados Unidos | 0:5 (0:2) | Curazao                                                                  | IMG Academy, Bradenton     |                            |
| 16:00                 |                                      | Reporte   | 29' Janga · 33' Nepomuceno · 53' (pen.) Bacuna · 55' Hooi · 89' Martinus | Árbitro(s): Jamar Springer | Árbitro(s): Jamar Springer |

| 12 de octubre de 2018 | Bahamas | 0:6 (0:4) | Antigua y Barbuda                                                         | Estadio Thomas Robinson, Nasáu |                                |
| 18:00                 |         | Reporte   | 12' (pen.), 43' (pen.), 77' Weston · 15' Byers · 40', 68' Jahraldo-Martin | Árbitro(s): Raúl Castro Zúñiga | Árbitro(s): Raúl Castro Zúñiga |

| 12 de octubre de 2018 | Bermudas | 12:0 (7:0) | Sint Maarten | Estadio Nacional de las Bermudas, Hamilton |                              |
| 18:30 (19:30 UTC-3)   | Lambe 10' (pen.), 17', 84' · Simmons 13' · Lewis 28', 40', 88' · Ming 37' · Bascome 43' · Evans 52' · Tyrell 62' · Leverock 73' | Reporte    |              | Árbitro(s): Daneon Parchment               | Árbitro(s): Daneon Parchment |

| 12 de octubre de 2018 | República Dominicana                  | 3:0 (2:0) | Islas Caimán | Estadio Cibao, Santiago de los Caballeros |                             |
| 20:00                 | Bonnín 21' · Rodríguez 25' · Peña 76' | Reporte   |              | Árbitro(s): Carl-Henry Elie               | Árbitro(s): Carl-Henry Elie |

| 12 de octubre de 2018 | Granada | 0:2 (0:1) | Cuba                          | Estadio Atlético Kirani James, Saint George |                                   |
| 20:00                 |         | Reporte   | 21' Paradela · 65' Santa Cruz | Árbitro(s): Juan Gabriel Calderón           | Árbitro(s): Juan Gabriel Calderón |

| 13 de octubre de 2018 | Puerto Rico | 0:1 (0:0) | Martinica     | Estadio Juan Ramón Loubriel, Bayamón   |                                        |
| 16:00                 |             | Reporte   | 47' Parsemain | Árbitro(s): Héctor Rodríguez Hernández | Árbitro(s): Héctor Rodríguez Hernández |

| 13 de octubre de 2018 | Islas Turcas y Caicos | 0:8 (0:5) | Guyana                                                                         | Academia Nacional TCIFA, Providenciales |                            |
| 16:00                 |                       | Reporte   | 7', 37', 45' Holder · 20', 69', 81' (pen.) Welshman · 45'+2' Bobb · 77' Kadell | Árbitro(s): Oliver Vergara              | Árbitro(s): Oliver Vergara |

| 13 de octubre de 2018 | Surinam                                                 | 5:0 (2:0) | Islas Vírgenes Británicas | Estadio André Kamperveen, Paramaribo |                                      |
| 18:30 (19:30 UTC-3)   | Rijssel 23', 76' · Elshot 43' · Fer 66' · Comvelius 82' | Reporte   |                           | Árbitro(s): Walter López Castellanos | Árbitro(s): Walter López Castellanos |

| 13 de octubre de 2018 | El Salvador                             | 3:0 (2:0) | Barbados | Estadio Cuscatlán, San Salvador |                             |
| 22:00 (20:00 UTC-6)   | Bonilla 22' · Baires 43' · Mayen 90'+2' | Reporte   |          | Árbitro(s): Gladwyn Johnson     | Árbitro(s): Gladwyn Johnson |

| 14 de octubre de 2018 | Saint-Martin | 0:10 (0:6) | San Cristóbal y Nieves                                                                                          | Raymond E. Guishard Technical Centre, The Valley (Anguila) |                                     |
| 16:00                 |              | Reporte    | 6', 12', 64' Harris · 15' (a.g.) Noubou · 26', 81' Panayiotou · 30', 90'+1' Wharton · 39' Sterling · 77' Hanley | Árbitro(s): William Anderson Abrams                        | Árbitro(s): William Anderson Abrams |

| 14 de octubre de 2018 | Bonaire | 0:6 (0:2) | Jamaica                                                            | Estadio Ergilio Hato, Willemstad (Curazao) |                           |
| 18:00                 |         | Reporte   | 14' Burke · 43', 51' Morris · 48' Gordon · 58' Vassell · 81' Kelly | Árbitro(s): Sherwin Moore                  | Árbitro(s): Sherwin Moore |

| 14 de octubre de 2018 | Montserrat | 1:0 (0:0) | Belice | Estadio Blakes Estate, Montserrat |                                 |
| 18:00                 | Weir 74'   | Reporte   |        | Árbitro(s): Edgar Rangel Araujo   | Árbitro(s): Edgar Rangel Araujo |

| 14 de octubre de 2018 | Nicaragua                                         | 6:0 (6:0) | Anguila | Estadio Eladio Rosabal Cordero, Heredia (Costa Rica) |                                     |
| 19:00 (17:00 UTC-6)   | Moreno 1', 39' · López 4' · Barrera 22', 28', 42' | Reporte   |         | Árbitro(s): Germán Martínez Miranda                  | Árbitro(s): Germán Martínez Miranda |

| 16 de octubre de 2018 | Canadá                                                                        | 5:0 (3:0) | Dominica | BMO Field, Toronto                                            |                                                               |
| 19:00                 | David 3' · Hoilett 14' · Cavallini 18' (pen.) · Joseph 47' (a.g.) · Larin 82' | Reporte   |          | Asistencia: 10 253 espectadores Árbitro(s): Oscar Macías Romo | Asistencia: 10 253 espectadores Árbitro(s): Oscar Macías Romo |

| 16 de octubre de 2018 | Guadalupe | 0:0     | Aruba | Estadio René Serge Nabajoth, Guadalupe |                          |
| 20:00                 |           | Reporte |       | Árbitro(s): Nima Saghafi               | Árbitro(s): Nima Saghafi |

| 16 de octubre de 2018 | Santa Lucía  | 1:2 (1:2) | Haití                         | Estadio Pierre Aliker, Fort-de-France (Martinica) |                                |
| 21:15                 | Williams 43' | Reporte   | 13' Mustivar · 33' Herold Jr. | Árbitro(s): Trevester Richards                    | Árbitro(s): Trevester Richards |

### Semana 3
| 16 de noviembre de 2018 | Granada                                                | 5:2 (3:1) | Saint-Martin            | Estadio Atlético Kirani James, Saint George |                              |
| 17:00 (18:00 UTC-4)     | Ray Charles 15', 21' · Hinkson 40' · Paterson 49', 84' | Reporte   | 45' Joichim · 62' Cocks | Árbitro(s): Ricangel de Leça                | Árbitro(s): Ricangel de Leça |

| 16 de noviembre de 2018 | Bermudas  | 1:0 (0:0) | El Salvador | Estadio Nacional de las Bermudas, Hamilton |                                     |
| 19:00 (20:00 UTC-4)     | Wells 71' | Reporte   |             | Árbitro(s): William Anderson Abrams        | Árbitro(s): William Anderson Abrams |

| 16 de noviembre de 2018 | Aruba | 0:2 (0:1) | Montserrat                         | Estadio Ergilio Hato, Willemstad (Curazao) |                              |
| 20:00 (21:00 UTC-4)     |       | Reporte   | 36' Weir-Daley · 51' Woods-Garness | Árbitro(s): Johannes Dolaini               | Árbitro(s): Johannes Dolaini |

| 16 de noviembre de 2018 | Belice    | 1:0 (1:0) | Puerto Rico | Estadio Isidoro Beaton, Belmopán |                             |
| 21:00 (20:00 UTC-6)     | Casey 31' | Reporte   |             | Árbitro(s): Nitzar Sandoval      | Árbitro(s): Nitzar Sandoval |

| 17 de noviembre de 2018 | Cuba           | 1:0 (0:0) | República Dominicana | Estadio Pedro Marrero, La Habana |                           |
| 15:30                   | Santa Cruz 83' | Reporte   |                      | Árbitro(s): Sherwin Moore        | Árbitro(s): Sherwin Moore |

| 17 de noviembre de 2018 | Jamaica                 | 2:1 (2:1) | Surinam | Complejo Deportivo Montego Bay, Montego Bay |                             |
| 19:00                   | Burke 7' · Mattocks 16' | Reporte   | 36' Fer | Árbitro(s): Tristley Bassue                 | Árbitro(s): Tristley Bassue |

| 17 de noviembre de 2018 | Nicaragua | 0:2 (0:2) | Haití                     | Estadio Nacional, Managua |                          |
| 20:00 (19:00 UTC-6)     |           | Reporte   | 12' Cantave · 31' Etienne | Árbitro(s): Drew Fischer  | Árbitro(s): Drew Fischer |

| 17 de noviembre de 2018 | Islas Caimán | 0:0     | Santa Lucía | Complejo Deportivo Truman Bodden, George Town |                            |
| 20:00                   |              | Reporte |             | Árbitro(s): Yadel Martínez                    | Árbitro(s): Yadel Martínez |

| 18 de noviembre de 2018 | Islas Turcas y Caicos         | 3:2 (2:0) | San Vicente y las Granadinas    | Academia Nacional TCIFA, Providenciales |                            |
| 15:00                   | Forbes 7', 43' · Francois 89' | Reporte   | 86' Sutherland · 88' McBurnette | Árbitro(s): Charvis Delsol              | Árbitro(s): Charvis Delsol |

| 18 de noviembre de 2018 | Bahamas  | 1:1 (0:1) | Anguila    | Estadio Thomas Robinson, Nasáu      |                                     |
| 18:00                   | Jean 62' | Reporte   | 30' Rogers | Árbitro(s): Germán Martínez Miranda | Árbitro(s): Germán Martínez Miranda |

| 18 de noviembre de 2018 | Barbados                                | 3:0 (1:0) | Islas Vírgenes de los Estados Unidos | Wildey Astro Turf, Bridgetown   |                                 |
| 18:00 (19:00 UTC-4)     | Holligan 25' · Sargeant 80' · Harte 89' | Reporte   |                                      | Árbitro(s): Sergio Reyna Möller | Árbitro(s): Sergio Reyna Möller |

| 18 de noviembre de 2018 | San Cristóbal y Nieves | 0:1 (0:1) | Canadá         | Estadio Warner Park, Basseterre |                            |
| 19:00 (20:00 UTC-4)     |                        | Reporte   | 44' Hutchinson | Árbitro(s): Kevin Morrison      | Árbitro(s): Kevin Morrison |

| 19 de noviembre de 2018 | Curazao                                              | 6:0 (1:0) | Guadalupe | Estadio Ergilio Hato, Willemstad |                           |
| 19:00 (20:00 UTC-4)     | Nepomuceno 39', 61' · Hooi 58', 79' · Janga 77', 90' | Reporte   |           | Árbitro(s): Jaime Herrera        | Árbitro(s): Jaime Herrera |

| 19 de noviembre de 2018 | Martinica                                              | 4:2 (4:1) | Antigua y Barbuda            | Estadio Pierre Aliker, Fort-de-France |                            |
| 19:00 (20:00 UTC-4)     | Abaul 12' · Cretinoir 23' · Jougon 25' · Parsemain 43' | Reporte   | 17' Weston · 90'+1' Griffith | Árbitro(s): Theodore Unkel            | Árbitro(s): Theodore Unkel |

| 20 de noviembre de 2018 | Sint Maarten | 0:2 (0:1) | Dominica              | Raymond E. Guishard Technical Centre, The Valley (Anguila) |                                    |
| 13:45 (14:45 UTC-4)     |              | Reporte   | 6' Wade · 52' Peltier | Árbitro(s): Luis Santander Aguirre                         | Árbitro(s): Luis Santander Aguirre |

| 20 de noviembre de 2018 | Guayana Francesa | 2:1 (1:0) | Guyana    | Estado Dr. Edmard Lama, Cayena |                             |
| 17:30 (19:30 UTC-3)     | Haboo 18', 46'   | Reporte   | 59' Danns | Árbitro(s): Carl-Henry Elie    | Árbitro(s): Carl-Henry Elie |

| 24 de marzo de 2019 | Islas Vírgenes Británicas | 1:2 (0:1) | Bonaire          | Raymond E. Guishard Technical Centre, The Valley (Anguila) |                            |
| 15:00               | Wilson 76' (pen.)         | Reporte   | 7', 88' Windster | Árbitro(s): Kevin Morrison                                 | Árbitro(s): Kevin Morrison |

### Semana 4
| 21 de marzo de 2019 | Islas Vírgenes Británicas  | 2:2 (0:0) | Islas Turcas y Caicos   | Raymond E. Guishard Technical Centre, The Valley (Anguila) |                          |
| 15:00               | Caesar 64' · Wiltshire 83' | Reporte   | 86' Forbes · 87' Dorvil | Árbitro(s): Moeth Gaymes                                   | Árbitro(s): Moeth Gaymes |

| 21 de marzo de 2019 | San Vicente y las Granadinas | 2:1 (0:1) | Bonaire   | Estadio Arnos Vale, Kingstown |                              |
| 15:00               | Stewart 77' · Cunningham 79' | Reporte   | 37' Koffy | Árbitro(s): José Raúl Torres  | Árbitro(s): José Raúl Torres |

| 22 de marzo de 2019 | Anguila | 0:3 (0:2) | Islas Vírgenes de los Estados Unidos   | Raymond E. Guishard Technical Centre, The Valley |                             |
| 15:00               |         | Reporte   | 15' Mack III · 26' Pierre · 86' Dennis | Árbitro(s): Tristley Bassue                      | Árbitro(s): Tristley Bassue |

| 22 de marzo de 2019 | Santa Lucía                       | 3:2 (1:0) | Aruba                   | Estadio Sir Vivian Richards, North Sound (Antigua y Barbuda) |                             |
| 18:00               | Mac Farlane 38', 63' · Joseph 66' | Reporte   | 53' John · 90'+3' Gross | Árbitro(s): Sherwin Johnson                                  | Árbitro(s): Sherwin Johnson |

| 22 de marzo de 2019 | Islas Caimán | 1:2 (0:1) | Montserrat                     | Estadio Ed Busch, West Bay |                          |
| 19:30 (18:30 UTC-5) | Ebanks 49'   | Reporte   | 40' (pen.) Clifton · 66' Woods | Árbitro(s): Sergio Reyna   | Árbitro(s): Sergio Reyna |

| 23 de marzo de 2019 | Dominica                                | 4:0 (3:0) | Bahamas | Windsor Park, Roseau           |                                |
| 14:30               | Wade 24', 35' · Joseph 30' · Thomas 85' | Reporte   |         | Árbitro(s): Raúl Castro Zúñiga | Árbitro(s): Raúl Castro Zúñiga |

| 23 de marzo de 2019 | Sint Maarten                                          | 4:3 (3:1) | Saint-Martin                                   | Raymond E. Guishard Technical Centre, The Valley (Anguila) |                            |
| 15:00               | Cocks 15' (a.g.) · Lake 22', 59' · Boelijn 30' (pen.) | Reporte   | 11' Arrondell · 52' Cocks · 80' (pen.) Dupalus | Árbitro(s): Charvis Delsol                                 | Árbitro(s): Charvis Delsol |

| 23 de marzo de 2019 | Antigua y Barbuda          | 2:1 (1:1) | Curazao       | Estadio Sir Vivian Richards, North Sound |                             |
| 18:00               | Osbourne 1' · Benjamin 49' | Reporte   | 37' Kastaneer | Árbitro(s): Randy E. Solano              | Árbitro(s): Randy E. Solano |

| 23 de marzo de 2019 | Guyana                          | 2:1 (2:1) | Belice     | National Track and Field Centre, Leonora |                                 |
| 18:30               | Danns 16' (pen.) · Welshman 43' | Reporte   | 25' Kuylen | Árbitro(s): Danest Elmo Ritchie          | Árbitro(s): Danest Elmo Ritchie |

| 23 de marzo de 2019 | Surinam                     | 2:0 (1:0) | San Cristóbal y Nieves | Estadio André Kamperveen, Paramaribo |                          |
| 18:30 (19:30 UTC-3) | Rijssel 38' · Comvalius 71' | Reporte   |                        | Árbitro(s): Erick Lezama             | Árbitro(s): Erick Lezama |

| 23 de marzo de 2019 | Guadalupe | 0:1 (0:0) | Martinica   | Estadio René Serge Nabajoth, Guadalupe |                            |
| 20:00               |           | Reporte   | 63' Jobello | Árbitro(s): Ismael Cornejo             | Árbitro(s): Ismael Cornejo |

| 23 de marzo de 2019 | El Salvador                   | 2:0 (0:0) | Jamaica | Estadio Cuscatlán, San Salvador   |                                   |
| 22:00 (20:00 UTC-6) | Bonilla 49' · Lowe 85' (a.g.) | Reporte   |         | Árbitro(s): Juan Gabriel Calderón | Árbitro(s): Juan Gabriel Calderón |

| 24 de marzo de 2019 | Puerto Rico | 0:2 (0:1) | Granada                   | Estadio Juan Ramón Loubriel, Bayamón |                                |
| 16:00               |             | Reporte   | 27' Germán · 74' Paterson | Árbitro(s): Trevester Richards       | Árbitro(s): Trevester Richards |

| 24 de marzo de 2019 | República Dominicana | 1:3 (1:1) | Bermudas                          | Estadio Cibao, Santiago de los Caballeros |                                 |
| 17:00               | Peña 3'              | Reporte   | 15' Lewis · 64' Wells · 75' Smith | Árbitro(s): Patrick Senecharles           | Árbitro(s): Patrick Senecharles |

| 24 de marzo de 2019 | Canadá                                       | 4:1 (3:1) | Guayana Francesa | BC Place, Vancouver       |                           |
| 18:00 (15:00 UTC-7) | Hoilett 11' · Cavallini 39', 50' · David 41' | Reporte   | 26' Rimane       | Árbitro(s): Diego Montaño | Árbitro(s): Diego Montaño |

| 24 de marzo de 2019 | Haití                    | 2:1 (1:0) | Cuba         | Stade Sylvio Cator, Puerto Príncipe |                          |
| 18:30               | Nazon 26' · Lafrance 87' | Reporte   | 61' Paradela | Árbitro(s): Walter López            | Árbitro(s): Walter López |

| 24 de marzo de 2019 | Barbados | 0:1 (0:0) | Nicaragua   | Wildey Astro Turf, Bridgetown |                        |
| 20:00               |          | Reporte   | 65' Barrera | Árbitro(s): Reon Radix        | Árbitro(s): Reon Radix |

## Goleadores
| Pos. | Jugador         | Equipo    | Goles |
| ---- | --------------- | --------- | ----- |
| 1    | Rangelo Janga   | Curazao   | 6     |
| 1    | Duckens Nazon   | Haití     | 6     |
| 3    | Lucas Cavallini | Canadá    | 5     |
| 3    | Luis Paradela   | Cuba      | 5     |
| 3    | Juan Barrera    | Nicaragua | 5     |